# Биогени елемент
Биогени елемент је елемент који је неопходан живим бићима у животним процесима. Такви елементи су: водоник, азот, фосфор, кисеоник, калцијум, угљеник итд.